# J.League Division 1 2009
La stagione 2009 è stata la diciassettesima edizione della J.League Division 1, massimo livello del campionato giapponese di calcio.

## Squadre partecipanti

### Profili
| Club partecipanti   | Club partecipanti | Città     | Stadio                         | Stagione 2008              |
| ------------------- | ----------------- | --------- | ------------------------------ | -------------------------- |
| Albirex Niigata     | dettagli          | Niigata   | Niigata Stadium                | 13° in J.League Division 1 |
| FC Tokyo            | dettagli          | Tokyo     | Tokyo Stadium                  | 6° in J.League Division 1  |
| Gamba Osaka         | dettagli          | Osaka     | Osaka Expo '70 Stadium         | 8° in J.League Division 1  |
| JEF United          | dettagli          | Ichihara  | Fukuda Denshi Arena            | 15° in J.League Division 1 |
| Júbilo Iwata        | dettagli          | Iwata     | Yamaha Stadium                 | 16° in J.League Division 1 |
| Kashima Antlers     | dettagli          | Ibaraki   | Kashima Soccer Stadium         | Campione del Giappone      |
| Kashiwa Reysol      | dettagli          | Kashiwa   | Hitachi Kashiwa Soccer Stadium | 11° in J.League Division 1 |
| Kawasaki Frontale   | dettagli          | Kawasaki  | Todoroki Athletics Stadium     | 2° in J.League Division 1  |
| Kyoto Sanga         | dettagli          | Kyoto     | Nishikyogoku Athletic Stadium  | 14° in J.League Division 1 |
| Montedio Yamagata   | dettagli          | Yamagata  | Yamagata Park Stadium          | 2° in J.League Division 2  |
| Nagoya Grampus      | dettagli          | Nagoya    | Mizuho Athletic Stadium        | 3° in J.League Division 1  |
| Oita Trinita        | dettagli          | Ōita      | Ōita Stadium                   | 4° in J.League Division 1  |
| Omiya Ardija        | dettagli          | Saitama   | NACK5 Stadium Ōmiya            | 12° in J.League Division 1 |
| Sanfrecce Hiroshima | dettagli          | Hiroshima | Hiroshima Big Arch             | 1° in J.League Division 2  |
| Shimizu S-Pulse     | dettagli          | Shizuoka  | Outsourcing Stadium Nihondaira | 5° in J.League Division 1  |
| Vissel Kōbe         | dettagli          | Kōbe      | Home's Stadium Kobe            | 10° in J.League Division 1 |
| Urawa Reds          | dettagli          | Saitama   | Saitama Stadium 2002           | 7° in J.League Division 1  |
| Yokohama F·Marinos  | dettagli          | Yokohama  | Nissan Stadium                 | 9° in J.League Division 1  |

### Allenatori
| Club              | Allenatore                             |
| ----------------- | -------------------------------------- |
| Albirex Niigata   | Jun Suzuki                             |
| FC Tokyo          | Hiroshi Jōfuku                         |
| Gamba Osaka       | Akira Nishino                          |
| JEF United        | Alex Miller Atsuhiko Ejiri             |
| Júbilo Iwata      | Masaaki Yanagishita                    |
| Kashima Antlers   | Oswaldo de Oliveira                    |
| Kashiwa Reysol    | Shinichiro Takahashi Nelsinho Baptista |
| Kawasaki Frontale | Takashi Sekizuka                       |
| Kyoto Sanga       | Hisashi Katō                           |

| Club                | Allenatore                                        |
| ------------------- | ------------------------------------------------- |
| Montedio Yamagata   | Shinji Kobayashi                                  |
| Nagoya Grampus      | Dragan Stojković                                  |
| Omiya Ardija        | Chang Woe-Ryong                                   |
| Oita Trinita        | Péricles Chamusca Hiroaki Matsuyama Ranko Popović |
| Sanfrecce Hiroshima | Mihailo Petrović                                  |
| Shimizu S-Pulse     | Kenta Hasegawa                                    |
| Urawa Reds          | Volker Finke                                      |
| Vissel Kōbe         | Caio Júnior Masahiro Wada Toshiya Miura           |
| Yokohama F·Marinos  | Kokichi Kimura                                    |

## Classifica finale
|                     | Pos. | Squadra             | Pt | G  | V  | N  | P  | GF | GS | DR  |
| ------------------- | ---- | ------------------- | -- | -- | -- | -- | -- | -- | -- | --- |
| Giappone (bandiera) | 1.   | Kashima Antlers     | 66 | 34 | 20 | 6  | 8  | 51 | 30 | +21 |
|                     | 2.   | Kawasaki Frontale   | 64 | 34 | 19 | 7  | 8  | 64 | 40 | +24 |
|                     | 3.   | Gamba Osaka         | 60 | 34 | 18 | 6  | 10 | 62 | 44 | +18 |
|                     | 4.   | Sanfrecce Hiroshima | 56 | 34 | 16 | 10 | 8  | 53 | 44 | +9  |
|                     | 5.   | FC Tokyo            | 53 | 34 | 16 | 5  | 13 | 47 | 39 | +8  |
|                     | 6.   | Urawa Reds          | 52 | 34 | 16 | 4  | 14 | 43 | 43 | 0   |
|                     | 7.   | Shimizu S-Pulse     | 51 | 34 | 13 | 12 | 9  | 44 | 41 | +3  |
|                     | 8.   | Albirex Niigata     | 50 | 34 | 13 | 11 | 10 | 42 | 31 | +11 |
|                     | 9.   | Nagoya Grampus      | 50 | 34 | 14 | 8  | 12 | 46 | 42 | +4  |
|                     | 10.  | Yokohama F·Marinos  | 46 | 34 | 11 | 13 | 10 | 43 | 37 | +6  |
|                     | 11.  | Júbilo Iwata        | 41 | 34 | 11 | 8  | 15 | 50 | 60 | -10 |
|                     | 12.  | Kyoto Sanga         | 41 | 34 | 11 | 8  | 15 | 35 | 47 | -12 |
|                     | 13.  | Omiya Ardija        | 39 | 34 | 10 | 11 | 13 | 40 | 47 | -7  |
|                     | 14.  | Montedio Yamagata   | 39 | 34 | 10 | 9  | 15 | 32 | 40 | -8  |
|                     | 15.  | Vissel Kōbe         | 39 | 34 | 11 | 9  | 15 | 40 | 48 | -8  |
|                     | 18.  | Kashiwa Reysol      | 34 | 34 | 7  | 13 | 14 | 41 | 57 | -16 |
|                     | 18.  | Oita Trinita        | 30 | 34 | 8  | 6  | 20 | 26 | 45 | -19 |
|                     | 18.  | JEF United          | 27 | 34 | 5  | 12 | 17 | 32 | 56 | -24 |

Legenda:

      Campione del Giappone e ammessa alla AFC Champions League 2010

      Ammesse alla AFC Champions League 2010

      Retrocessa in J.League Division 2 2010

Note:
Tre punti a vittoria, uno a pareggio, zero a sconfitta.

## Statistiche

### Primati stagionali
| Record della Division 1 - Maggior numero di vittorie: Kashima Antlers (20) - Minor numero di sconfitte: Kashima Antlers, Sanfrecce, Kawasaki Frontale (8) - Miglior attacco: Kawasaki Frontale (64) - Miglior difesa: Kashima Antlers (30) - Miglior differenza reti: Kawasaki Frontale (+24) - Maggior numero di pareggi: F·Marinos (13) - Minor numero di pareggi: Urawa Reds (4) - Maggior numero di sconfitte: Oita Trinita (20) - Minor numero di vittorie: JEF United (5) - Peggior attacco: Oita Trinita (26) - Peggior difesa: Júbilo Iwata (60) - Peggior differenza JEF United (-24) | Capoliste solitarie - 4ª giornata: Albirex Niigata - 5ª giornata: Kashima Antlers - 7ª giornata: Urawa Reds - 10ª giornata: Urawa Reds - 12ª-27ª giornata: Kashima Antlers - 29ª-31ª giornata: Kawasaki Frontale - 32ª-34ª giornata: Kawasaki Frontale |

### Classifica marcatori
| Gol | Rigori |  | Giocatore        | Squadra             |
| --- | ------ |  | ---------------- | ------------------- |
| 20  |        |  | Ryōichi Maeda    | Júbilo Iwata        |
| 19  | 1      |  | Edmilson         | Urawa Reds          |
| 16  | 3      |  | Juninho          | Kawasaki Frontale   |
| 15  |        |  | Naohiro Ishikawa | FC Tokyo            |
| 15  |        |  | Jong Tae-Se      | Kawasaki Frontale   |
| 14  |        |  | Shinji Okazaki   | Shimizu S-Pulse     |
| 13  | 2      |  | Pedro Júnior     | Albirex Niigata     |
| 13  | 1      |  | Marquinhos       | Kashima Antlers     |
| 13  |        |  | Kazuma Watanabe  | Yokohama F·Marinos  |
| 13  | 1      |  | Lee Keun-ho      | Júbilo Iwata        |
| 12  |        |  | Shinzō Kōroki    | Kashima Antlers     |
| 11  |        |  | Leandro          | Gamba Osaka         |
| 11  |        |  | Hisato Satō      | Sanfrecce Hiroshima |
| 10  | 1      |  | Davi             | Nagoya Grampus      |
| 10  |        |  | Yū Hasegawa      | Montedio Yamagata   |
| 10  |        |  | Cho Jae-Jin      | Gamba Osaka         |
| 10  |        |  | Marcio Richardes | Albirex Niigata     |
| 10  | 4      |  | Yasuhito Endō    | Gamba Osaka         |
| 10  |        |  | França           | Kashiwa Reysol      |